# Герштейн, Изя Абрамович
Изя Абрамович Герштейн (22 июня 1923, Киев, УССР — 13 февраля 2013, Хайфа, Израиль) — выдающийся киргизский советский кинодраматург, кинооператор и кинорежиссёр-документалист. Народный артист Киргизской ССР (1989). Заслуженный деятель искусств Киргизской ССР (1974), лауреат премии Ленинского комсомола.

## Биография

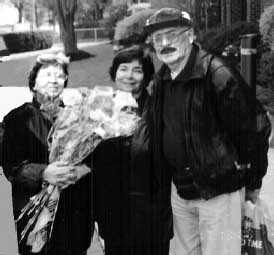
Наталья Михоэлс, Евгения Гитис и Изя Герштейн, Балтимор, США, 2000 г.

В 1941—1942 годах — лаборант актюбинской электростанции. В 1942 году — помощник оператора на Фрунзенской студии кинохроники и киностудии «Сибтехфильм».
С 1942 года — на киностудии «Киргизфильм», впоследствии стал режиссёром. Поставил документальные фильмы «Правофланговый» (1960), «Три ответа горам» (1963), «Смена» (1964), «Бумеранг» (1965), «Там, за горами, горизонт» (1966), «Мыс гнедого скакуна» (1966), «Чингиз Айтматов» (1968), «Памир — крыша мира» (1969), «Счастливый человек» (1972), «За что премия?» (1973), «Чабаны» (1977), «Прощай, мельница» (1978), «Четыре портрета» (1979), «Продаётся на слом» (1982; премия международного кинофестиваля в Оберхаузене, 1983) и другие. Член КПСС с 1953 года.
Для его работ характерна острота публицистического видения, выразительность монтажа.
Во второй половине 1990-х годов уехал в Израиль.
Изя Абрамович Герштейн скончался 13 февраля 2013 года в Хайфе.

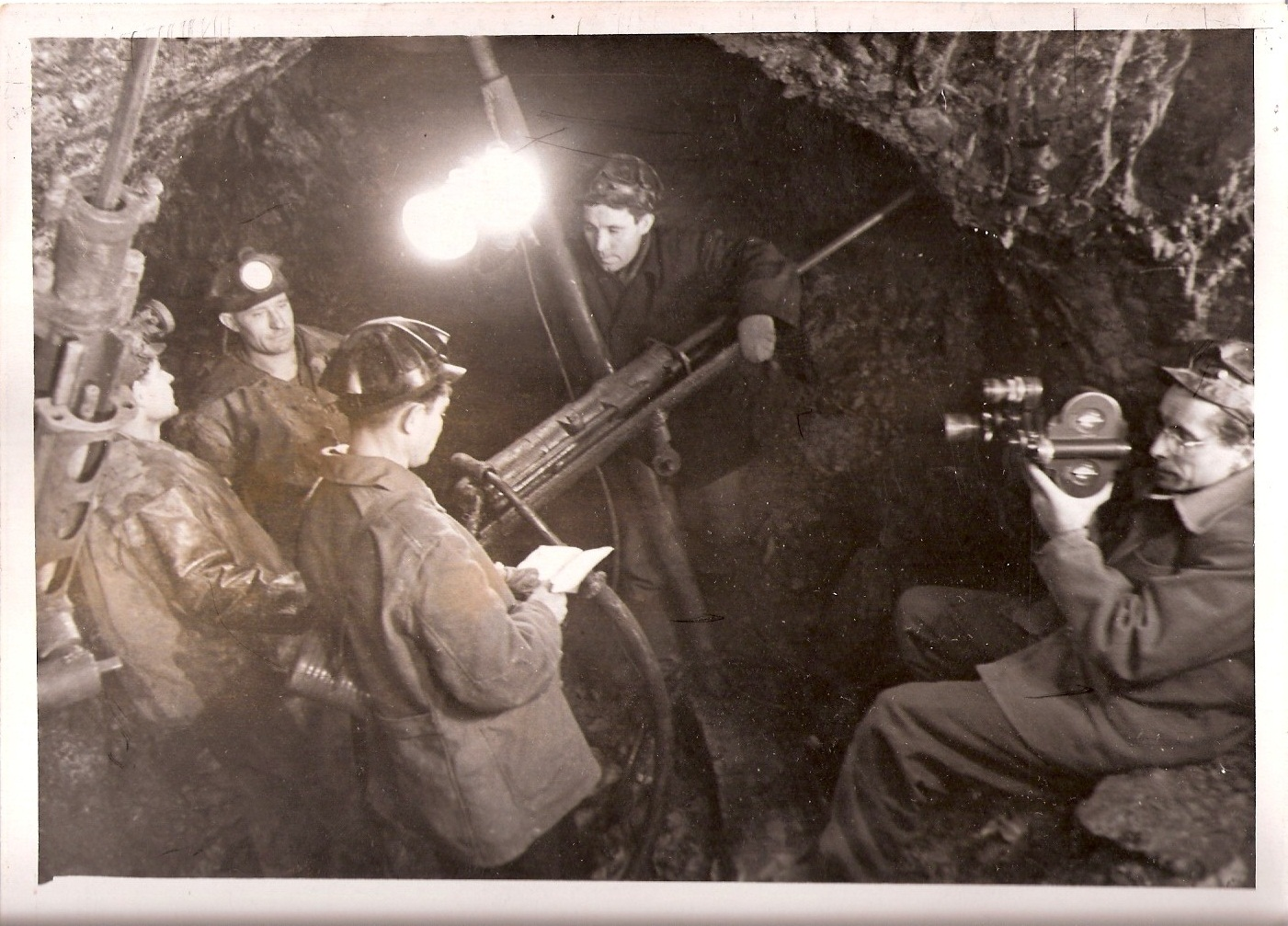
Трудовые будни

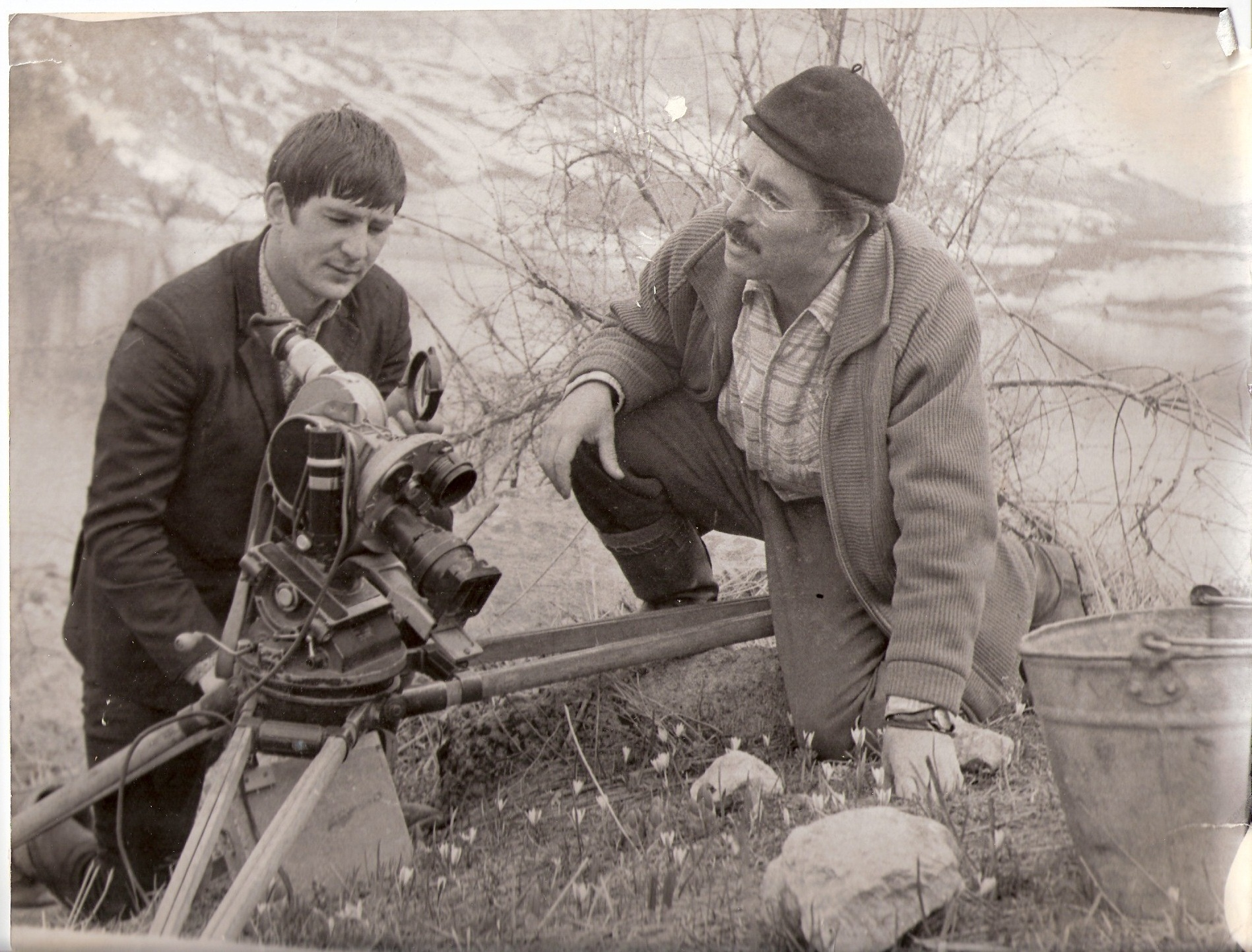
В горах

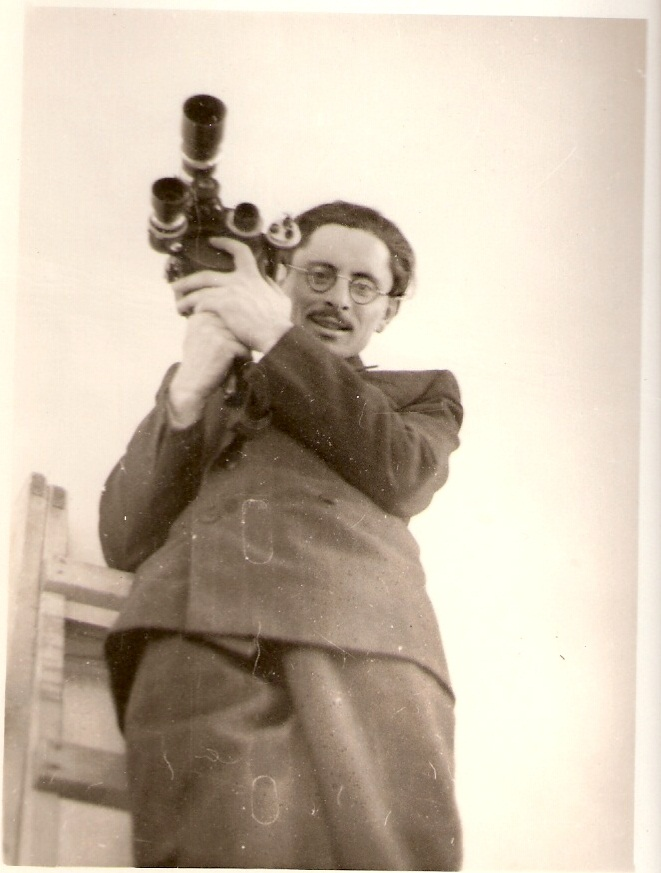
Перед съемкой

## Фильмография
Наиболее известные работы

### (1960—1983)
| №  | Сведения о фильме |
| -- | --- |
| 01 | "Правофланговый", документальный фильм (1960) |
| 02 | "Художник Семен Чуйков", киноочерк (1962) |
| 03 | "Три ответа горам", документальный фильм (1963) 3 части, цвет - Диплом II степени за лучший хронико-документальный фильм в г. Ашхабад (1963). - Диплом за лучшую операторскую работу на кинофестивале Средней Азии и Казахстана в г. Душанбе (1963) . - Диплом на Всесоюзном кинофестивале в г. Ленинград (1964). |
| 04 | "Смена", документальный фильм (1964) ч/б , ш/экран, союзный экран - Диплом первой степени за лучший хроникально-документальный фильм IV на Кинофестивале республик Средней Азии и Казахстана в г. Алма-Ата (1965) |
| 05 | "Бумеранг", документальный фильм (1965) 2 части, цвет, науч/поп, союзный экран - Специальный диплом «за острую кинопублицистическую постановку общественно значимой проблемы» на VI Смотре-соревнования кинематографистов республик Средней Азии и Казахстана в г. Ашхабад (1966) |
| 06 | "Там, за горами, горизонт", документальный фильм (1966) 5 частей, ч/б, союзный экран - Специальный диплом режиссёру–документалисту И. Герштейну за настойчивый поиск в кинопублицистике на V Смотре–соревновании кинематографистов Республик Средней Азии и Казахстана в г. Душанбе (1967). |
| 07 | "Мыс гнедого скакуна", документальный фильм (1966) 2 части ч/б, союзный экран - Диплом II степени VI смотра-соревнования кинематографистов республик Средней Азии и Казахстана за лучший хроникально-документальный фильм в г. Душанбе (1967). |
| 08 | "Чингиз Айтматов", документальный фильм о Народном писателе КР Чингизе Айтматове (1968) 2 части, ч/б, науч/ поп, союзный экран - Диплом VIII смотра-соревнования кинематографистов Республик Средней Азии и Казахстана «за лучший научно-популярный фильм и за лучший Сценарий» в г. Алма-Ата (1969) |
| 09 | «Памир – крыша мира» (1969), документальный фильм, 3 части, цвет, союзный экран - Приз и диплом за лучшую Операторскую работу на VIII смотре-соревновании кинематографистов Средней Азии и Казахстана в г. Алма-Ата (1969) - Приз «Серебряный дельфин» Международного киноконкурса географических фильмов в г. Тегеран (1970) - Диплом за лучшую операторскую работу - Диплом за интересное музыкальное и шумовое решение научно–популярного фильма, - Диплом МКФ в Швейцарии за лучший документальный фильм про альпинистов (1970) |
| 10 | «Счастливый человек» (1972), документальный фильм |
| 11 | «За что премия?» (1973), документальный фильм |
| 12 | «Чабаны» (1977), документальный фильм |
| 13 | «Прощай, мельница» (1978), документальный фильм, 2 части, цвет - Несколько призов, полученных на различных международных кинофестивалях |
| 14 | «Четыре портрета» (1979), документальный фильм |
| 15 | «Продается на слом» (1982) 2 части, цвет, союзный экран - премия международного кинофестиваля в г. Оберхаузен, Германия (1983) |

### (2000)
| №  | Сведения о фильме |
| -- | --- |
| 01 | "Пока я помню, я живу...", документальный фильм (2000) Фильм Изи Герштейна, в котором дочери Соломонa Михоэлсa Наталья и Нина рассказывают о судьбе отца. |

## Награды
- Заслуженный деятель искусств Киргизской ССР (1974)
- Народный артист Киргизской ССР (1989)[6]
- лауреат премии Ленинского комсомола